# Timeless Departure
Timeless Departure è il primo album in studio del gruppo melodic death metal svedese Skyfire, pubblicato nel 2001.

## Tracce
1. Intro – 2:05
2. Fragments of Time – 3:32
3. The Universe Unveils – 4:56
4. By God Forsaken – 4:57
5. Timeless Departure – 6:49
6. Breed Through Me, Bleed for Me – 5:10
7. Dimensions Unseen – 4:54
8. Skyfire – 3:52
9. From Here to Death – 5:32

## Formazione
- Martin Hanner − chitarra, tastiera
- Andreas Edlund − chitarra, tastiera
- Jonas Sjögren − basso
- Henrik Wenngren − voce
- Tobias Björk − batteria